# Pallacanestro Petrarca 1966-1967
Questa voce raccoglie le informazioni riguardanti la Pallacanestro Petrarca Padova nelle competizioni ufficiali della stagione 1966-1967.

## Risultati

### Campionato

#### Girone d'andata[1]
- 23 ottobre 1966 -  Pall. Biella- Petrarca
- 30 ottobre 1966 -  Petrarca- V.L. Pesaro
- 6 novembre 1966 -  Petrarca- Reyer Venezia
- 20 novembre 1966 -  Virtus Bologna- Petrarca
- 27 novembre 1966 -  Petrarca- Olimpia Milano
- 4 dicembre 1966 -  Fortitudo Bologna- Petrarca
- 11 dicembre 1966 -  Pall. Varese- Petrarca
- 18 dicembre 1966 -  Petrarca- Milano 1958
- 21 dicembre 1966 -  UG Goriziana- Petrarca
- 15 gennaio 1967 -  Petrarca- Pall. Cantù
- 22 gennaio 1967 -  Basket Livorno- Petrarca

## Rosa
- Doug Moe
- Vasco Properzi